# Chronicon novalicense

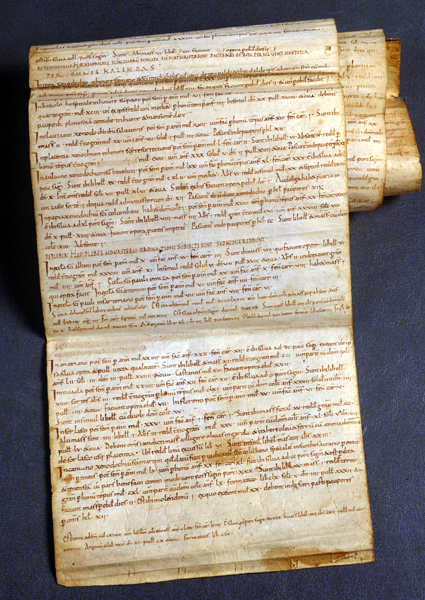

Chronicon Novaliciense (Chronici Novalicensis ex-cerpta o Chronicon novalicensis monasterii) es una crónica monástica escrita por un monje anónimo hacia 1050 en el monasterio de San Pedro de Novalesa (valle de Susa, cerca de Turín).
Se escribió en forma de rotulus (rollo) más que de codex (libro). La única copia existente, que es el propio original, se conserva en el Archivio di Stato de Turín
Consta de veintiocho piezas de pergamino cosidas juntas, con fragmentos desaparecidos.
La obra se divide en cinco secciones y un apéndice. Las secciones cuatro y cinco están incompletas.
Relata la historia del monasterio de Novalesa desde su fundcaión por el patricio Abbo en el año 726, y termina su registro a mediados del siglo XI. Su propósito principal es remarcar la conexión entre la comunidad monástica reconstituida en el siglo XI y la primitiva comunidad fundada en el siglo VIII, que había sido forzada a abandonar el monasterio en el año 906 a causa de una incursión proveniente de la España musulmana. Al reocupar el lugar, los monjes encontraron que su antigua importancia en la región se había perdido. El autor anónimo del Chronicon culpa de ello a Arduin Glaber (Alduino "el Calvo" de Turín), por haber aprovechado la ausencia de los monjes para usurpar sus tierras en el valle del Susa.
Las fuentes del  texto son tanto orales como escritas. Además de cartas, documentos legales y registros de derechos y autoridades, se hace uso de fuentes narrativas como la Historia Langobardorum de Pablo el Diácono, el Liber Pontificalis y el poema épico latino Waltharius.